# 環狀線 (台北都會區)
環狀線（別稱：黃線）是位於臺灣臺北都會區的捷運路線，由臺北市政府捷運工程局興建，全線以環狀橫跨臺北市及新北市，代表色為黃色，路線代號為Y。全線分為第一階段、南北環段及東環段。第一階段於2020年1月31日通車，全路段位於新北市轄內，先期由新北市政府委託臺北捷運公司營運，之後在2023年5月23日移交新北捷運公司營運；北環段、南環段及東環段正興建中，新北、臺北2市分別宣布最快於2031年、2032年完工，屆時將正式以環狀線路營運。由於環狀線全線的經營權歸屬涉及臺北、新北2市，規劃於南北環段通車前一年決定全線的單一營運單位。
環狀線採用中運量系統，其中十四張站至新北產業園區站為高架型式，其他部分（十四張站以東、新北產業園區站以北）則為地下路線，為臺灣首條以鋼軌鋼輪營運的無人駕駛捷運、也是目前唯一有採疊式高架車站及軌道設計的捷運路線。環狀線第一階段通車後，乘客可利用該線直接往返新店、中和、板橋、新莊等臺北都會區較外圍之城區，不必再經過台北市中心，縮短乘車距離並分散運量；此外亦串聯松山新店線、安坑輕軌、中和新蘆線、板南線及桃園機場捷運，並可於板橋站轉乘臺鐵與高鐵。

## 概要

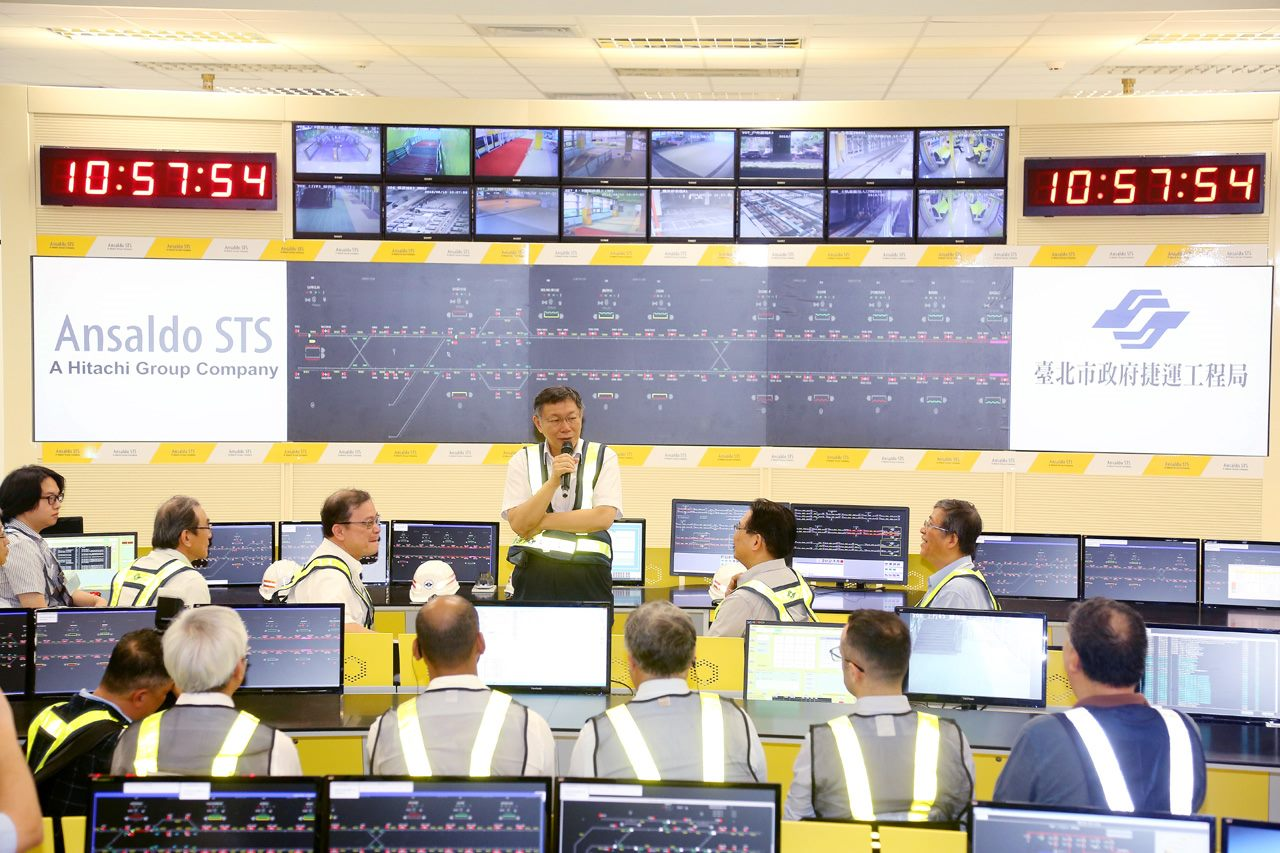
台北捷運環狀線行控中心

環狀線最早可追溯至1980年代末，臺北市政府捷運工程局規劃從新店至三重的捷運黃線構想。原第一階段由臺北縣政府（今新北市政府）主辦，擔任地方主管機關，並以BOT方式辦理。經臺北縣政府辦理公告招商，因僅有一家團隊參與投件，且經資格審查結果認定為不合格。後考量改由政府自行興建之工程品質與安全較執行BOT方式為佳，於2006年4月20日宣佈環狀線改採用政府自行興建，環狀線計畫改由臺北市政府擔任建設地方主管機關，交回臺北市政府捷運工程局辦理。第一階段由台北縣政府擔任分段之地方主管機關、台北市政府擔任建設地方主管機關。第二階段南北環和第三階段東環段則由台北市政府擔任地方主管機關。
本路線分為三個階段，第一階段為新北產業園區站 — 大坪林站，於2009年正式動工興建，於2019年11月完工，經中華民國交通部初勘、履勘後核准後於2020年1月底通車。南環段與北環段計畫於第一階段通車後獲行政院核定，預計2025年第1季全線開工，另外東環段於2018年3月15日宣布、將串連南北環使本路線形成循環路線。2023年3月29日行政院正式核定東環段，台北市政府捷運工程局啟動細部設計、用地取得，預計於2年內動工。

## 路線

### 第一階段
環狀線第一階段，又稱為新北環狀線、西環段，於2020年竣工。原預計在2019年底通車，但因系統不穩定，遲未進行履勘而延宕通車日期。2019年10月25日辦理初勘，並於2020年1月5日辦理履勘，交通部於2020年1月16日核准環狀線第一階段通車營運，並於2020年1月19日起提供試乘，試營運時間為上午10點至下午4點。2020年1月31日下午2點在中華民國總統蔡英文、中華民國交通部部長林佳龍、臺北市市長柯文哲、新北市市長侯友宜共同主持通車典禮之下，正式通車營運。

#### 歷史
- 1987年2月：臺北縣政府委託中華民國都市計畫學會辦理「臺北縣綜合發展計畫」，提出連結六縣轄市之捷運路線。後將研究結果送交臺北市政府捷運工程局作為參考[18]。
- 1988年5月：臺北市政府捷運工程局在評估遠期路網時，將臺北縣政府的結論納入其中[18]。
- 1991年3月13日：可行性研究呈交行政院審查，但未獲得行政院核定[18]。
- 1991年6月1日：台北縣政府委託國立交通大學進行「臺北縣中運量捷運系統發展計畫之研究」。[18]其後經過臺灣省政府及臺北市政府的「省市協調會報」及中華民國交通部多次協商，裁示「台北市政府為主辦單位，台北縣政府配合參與規劃」[18]。
- 1992年12月3日：台北縣政府召開「研商本縣中運量環狀線整合暨進入板橋新站路線共構案」會議，會議決議板橋段改道，與板橋新站共構[18]。
- 1993年1月：經過台北市捷運局修訂，縣府提出《捷運系統環狀線規劃報告書》[18]。
- 1999年5月29日：台北縣政府希望環狀線後續作業其為主導機關，交通部於9月2日同意由臺北縣政府主辦後續相關業務[18]。
- 2003年2月17日：行政院環境保護署通過全線環境影響評估審查。
- 2004年3月26日：行政院核定第一階段路線。同年12月20日，行政院核定財務計畫並採用BOT方式辦理。
- 2006年4月20日：無廠商通過招商審核，改採用政府自行興建方式辦理。
- 2006年7月17日：臺北縣政府與臺北市政府達成協議，主管機關改為臺北市政府捷運工程局。
- 2006年11月24日：臺北縣政府、臺北市政府簽訂行政契約。由臺北市政府捷運工程局承接環狀線工程，完工後移交臺北捷運公司負責營運3年。
- 2008年10月2日：第一階段14站名正式公佈。
- 2009年3月2日：義大利商安薩爾多百瑞達（AnsaldoBreda）得標，由屬於同集團的兩家公司組成安薩爾多團隊獲得機電系統標案，採用鋼輪鋼軌系統。[d]
- 2011年5月25日：秀朗橋站－板新站開工。
- 2011年11月7日：大坪林站－秀朗橋站（不含）、南機廠開工。
- 2011年12月19日：臺北捷運環狀線先導公車開始行駛西環段路線，由首都客運、大都會客運聯合營運。
- 2012年12月5日：大漢溪過河段－新北產業園區站開工。
- 2013年7月16日：板新站（不含）至大漢溪過河段南側間開工。
- 2018年12月：「新北產業園區—大坪林」即環狀線第一階段完工。
- 2019年8月1日：環狀線第一階段開始進行為期一個月穩定性測試作業。
- 2019年12月6日：臺北市政府捷運工程局和臺北捷運公司完成初勘缺失改善作業，並報請交通部辦理履勘作業許可。
- 2020年1月16日：交通部核准環狀線第一階段通車營運[8][19]。
- 2020年1月19日起：環狀線第一階段試營運[20][21][22][23][24][25][26]。
- 2020年1月31日：下午2時，環狀線第一階段正式通車。捷運公司對外標示命名為「環狀線」，為期一個月免費、3月1日起正式商業營運[27][28][29][30]。
- 2022年6月6日：新北市捷運局長李政安表示，雙北5月開副市長層級會議，雙北已取得共識，2023年1月31日契約到期後由新北負責營運，包含人員移轉、契約權利移轉及財產移交等籌備，並依約於2023年1月30日完成經營權移交作業，等南北環段完工前1年再討論[31][32]。
- 2024年4月3日：因0403花蓮地震影響，「中原-板新」鋼箱梁位移造成軌道錯位，暫停營運。4日，新北市政府宣布將採3階段恢復通車，「板橋-新北產業園區」先行恢復通車，單線雙向運轉。7日，經結構安全檢測後「大坪林－中和」恢復通車，軌道錯位的「中和－板橋」待維修，接駁公車營運時間為上午6時至晚間12時。[33][34][35][36]。恢復通車的新北產業園區－板橋班距為23分鐘／班，中和－大坪林班距為10分鐘／班。
- 2024年4月24日，新北市政府表示環狀線「中和－板橋」維修需長達1年，修復工程費用新臺幣4.42億元[37]新北市長侯友宜於7月15日表示希望年底如期通車。[38]。
- 2024年12月12日，上午宣布當日中午12時提前恢復西環段全線通車[39]。

臺北縣政府主導時期的臺北捷運環狀線識別標誌
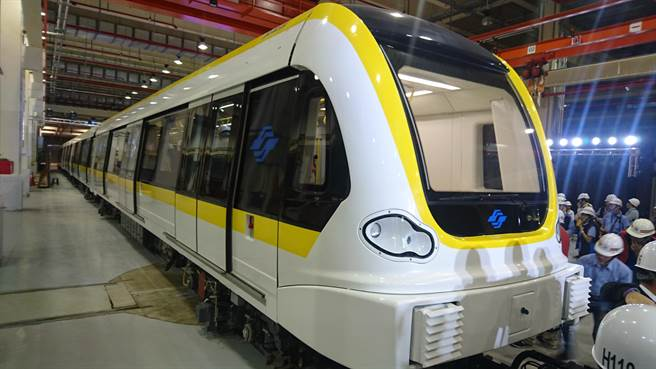
環狀線第一階段列車外觀
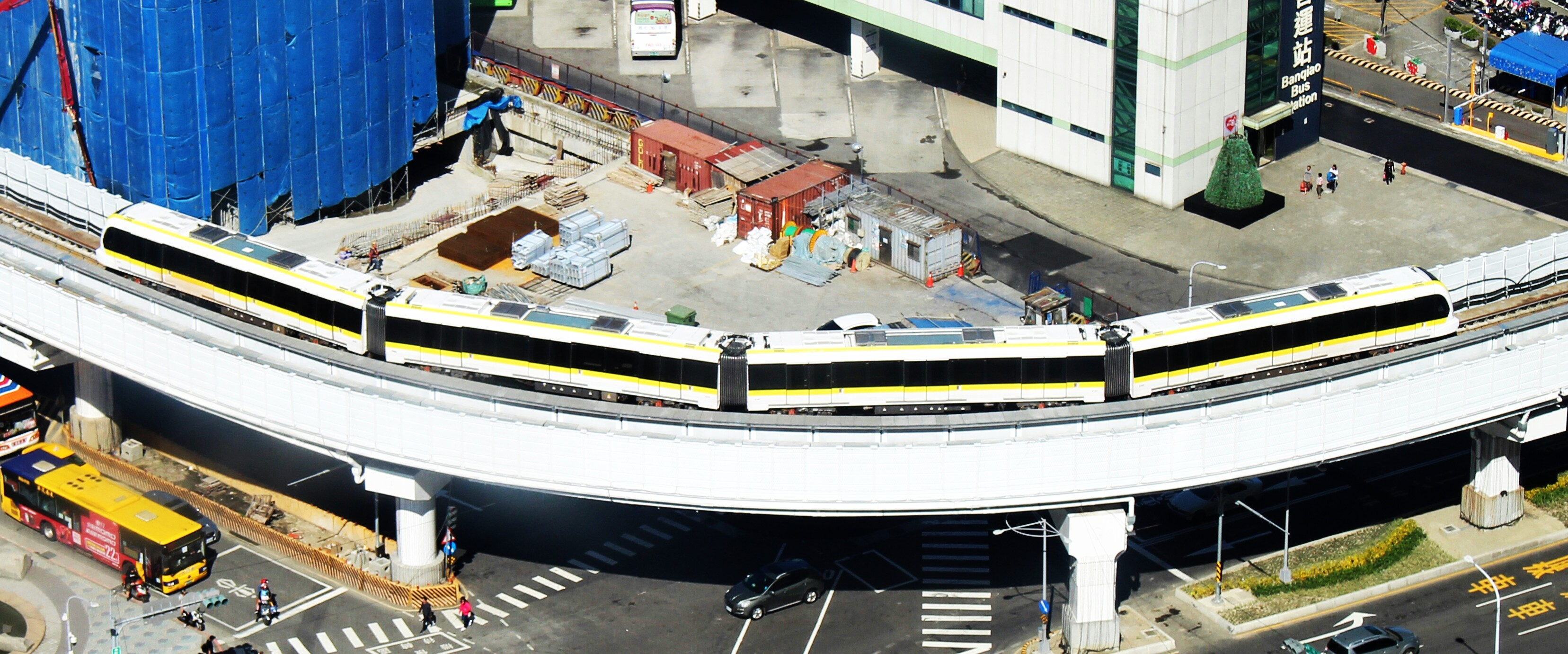
2018年11月25日於新北市政府大樓32樓瞭望台拍攝的捷運環狀線試運
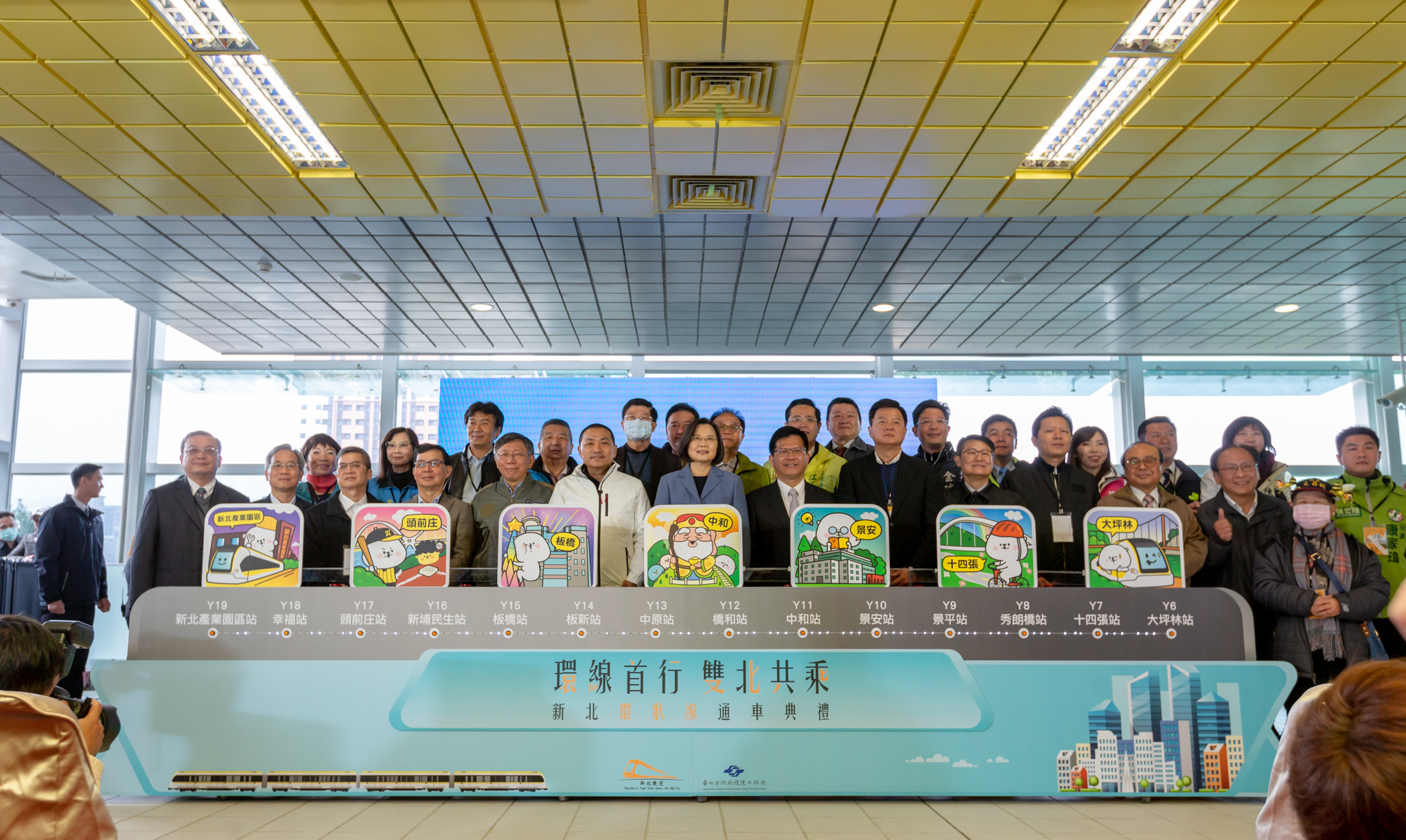
2020年1月31日於十四張站舉行環狀線第一階段通車典禮[e]

### 南北環段
環狀線南北環段又稱為環狀線第二階段。

#### 歷史
- 2014年11月3日：可行性研究奉行政院核定。
- 2014年12月10日：啟動綜合規劃作業。
- 2015年11月8日：南北環段環評通過[41]。
- 2015年11月27日：決議放棄位於永安街22巷之工程代碼Y2站站址，確定改為經工程代碼Y2A站之替代路線。
- 2017年7月6日：綜合規劃提報在會議討論通過，8月7日將報告書函送交通部審核。
- 2017年11月17日：交通部函復書面審查意見，臺北市捷運局完成修正報告後，再於2018年2月7日送審。
- 2018年3月30日起都市計劃公開展覽30天。4月16日、4月23日召開說明會[42]。
- 2018年5月2日：交通部将项目併入前瞻基礎建設計畫第二期特別軌道預算審查，中央政府編列2019年2700萬元、2020年2億800萬元，作為辦理細部設計之中央政府補助款[43]，並經國發會2018年7月審查同意納入[44]。
- 2018年5月31日：交通部提前函覆第二次審查意見，依同年2月9日發布的新審查要點，要求附上更多分析內容。臺北市捷運局修正後，於8月1日第三次送審。
- 2018年6月21日：內政部都委會第728次會議審議通過臺北市段基本設計，7月26日函送中華民國內政部審議。
- 2019年1月7日：交通部通過環狀線第二階段綜合規劃報告[45]。
- 2019年4月17日：國發會通過綜合規劃報告[46]，預訂核定後9.5年內完工[47]。
- 2019年5月31日：行政院核定綜合規劃報告，本案進入法定建設階段，捷運局時啟動細部設計。
- 2020年12月8日：開始工程公開招標，[48]但受到疫情與原物料上漲影響，土建工程三度流標[49]。
- 2021年9月1日：機電工程決標，由法國阿爾斯通為首團隊得標，並採購29列阿爾斯通大都會型電聯車，宣告工程正式展開。
- 2021年12月17日：CF680C區段標工程北機廠土建標決標，由大陸工程以101億決標，是北環南環第一個土建標決標。
- 2022年3月3日：CF680C區段標工程北機廠於集賢環保公園開工。
- 2022年12月23日：北環段CF680B區段標工程由皇昌營造得標，決標金額173億，工程範圍包括設置3座地下車站（工程代碼Y21站—Y23站），3段潛盾隧道，1段中央避車線[50]。
- 2023年3月15日：南環段CF670A區段標工程由大陸工程得標，決標金額88億元，工程範圍包括2座地下車站（Y1站～Y1A站），2段潛盾隧道。
- 2023年3月18日：北環段CF680B區段標工程標案，於三重區五華國小開工[51]。
- 2023年6月13日：南環段CF670A區段標開工。
- 2023年6月26日：北環段CF680A區段標由工信工程得標，決標148億，預計2023年9月開工，工程範圍包括3座地下車站（工程代碼Y19A站~Y20站），1段高架橋，1段出土段及明挖覆蓋隧道，2段潛盾隧道。北環段新北境內3個區段標全數決標，進入施工作業[52]。
- 2023年10月12日：北環段車站主體工程正式啟動，CF680B區段標連續壁開始施工[53]。
- 2023年10月15日：北環段CF680A區段標工程在新北市五股區更寮國小開工[54][55]
- 2023年12月22日：北環段CF690C區段標工程簽約，由皇昌營造取得，決標約102億元，工程範圍包括1座地下車站（Y24站），1座中央避車線（約194公尺），2座逃生豎井，2段過河潛盾隧道。為北環段台北市首個區段標決標、開工，是台北捷運穿越雙河川潛盾隧道，於2024年3月21日開工[56]。
- 2024年12月3日、2024年12月9日：環狀線北環段CF690A區段標、CF690B區段標、南環段CF670區段標均決標，南北環8個土建標全線已發包完成。CF690A區段標由皇昌營造取得工程；決標金額199億元，工程範圍包括3座地下車站（Y25站～Y27站），1座中央避車線（約76公尺），2段潛盾隧道[57]。CF690B區段標由大陸工程/日商鹿島營造台灣分公司共同取得；決標金額190億元，工程範圍包括2座地下車站（Y28站～Y29站），1座尾軌橫渡線（約128公尺），3段潛盾隧道[58]CF670區段標由大陸工程取得；決標金額234億元，工程範圍包括4座地下車站（Y2A站～Y5站），4段潛盾隧道。[59][60]。
- 2024年12月30日、2025年1月10日、2025年1月15日：環狀線北環段CF690A區段標、CF690B區段標、南環段CF670區段標工程簽約[61]。
- 2025年3月19日：北環段CF690A區段標開工[62]。
- 2025年3月30日：南環段CF670區段標開工[63]。
- 2025年4月16日：北環段CF690B區段標開工[64]。

### 東環段
環狀線東環段，原稱「臺北市東側南北向捷運系統」（簡稱東側南北向捷運），是環狀線規劃中的一部分，前身為已取消興建的信義輕軌及南北線。為因應臺北市東側廊帶未來發展需求，配合南港區、內湖區產業發展構想，透過東側軌道系統之建構，以大東區概念發展，以港湖為中心，發展優勢產業，發揮產業群聚效益，串連大直之休閒娛樂、信義計畫區之金融商業，並配合內湖科技園區2.0發展計畫，地區機能相互支援，增進產業發展之綜合效果，研議臺北市東側南北向捷運系統。全線採地下方式興建，並研析與現有松山新店線、板南線、淡水信義線以地下通道方式連通便利轉乘。該線將補足臺北捷運環狀線最後一個區段，使環狀線成為真正的循環式環線、實現一車到底不間斷的列車運行。

#### 歷史
- 2005年5月3日：規劃中的信義輕軌計畫陷入僵局時，就有報導指出臺北市政府內部有將「南北線」東移取代輕軌的檢討規劃[69]。
- 2017年4月28日：東側南北向捷運展開可行性研究作業[65]。
- 2018年3月15日：宣布更改路廊設計後的東側南北向捷運成為環狀線東環段，與環狀線其他路段銜接，以循環線的方式營運。
- 2018年3月26日：東側南北向捷運可行性研究出爐[70]。
- 2018年8月31日：臺北市政府捷運工程局在交通會報中指出，東環段（東側南北向捷運系統）若通過中央政府審議，最快將在2021年動工，估工程將耗時9.5年。
- 2019年5月2日：交通部辦理現勘，並於6月12日召開初審會議，捷運局依初審會議各單位意見修正報告書後，於7月8日再陳報交通部核轉行政院核定，並接續辦理綜合規劃及環評等相關作業[65]。2020年1月6日該段可行性研究獲得中華民國國家發展委員會審議通過，於原瑞光路方案及另一堤頂大道方案中決議採瑞光路案。
- 2020年2月14日：可行性研究報告奉行政院核定，捷運局辦理綜合規劃及環評等相關作業[65]。
- 2020年7月21日：北市捷運局與中興工程顧問公司共同辦理「捷運環狀線東環段土建基本設計服務暨測量、地質及管線調查工作」[71]。
- 2021年1月15日：東環段環評報告書提送交通部核轉環保署審查。3月29日交通部核轉環保署審查，7月12日環保署召開初審會議。
- 2021年2月2日：東環段綜合規劃報告書提送交通部核轉行政院審議。3月11日交通部鐵道局完成初審會議。
- 2021年10月7日：函送修正環評說明書請環保署續審[65]。
- 2021年11月12日：環評委員要求補正再審，限期2022年1月底前補件。[72]
- 2022年2月24日：通過環評初審[73]。3月30日，環評大會通過東環段環評[74]。
- 2022年7月27日：行政院國發會完成綜合規劃初審[65]。8月2日，內政部都市計畫委員會審查通過[65]。
- 2023年3月29日：環狀線東環段獲行政院核定，北市捷運工程局將進行細部設計及土地徵收[75]。
- 2024年12月24日，環狀線東環段第一個土建標CF763標動工，由日商大林組／互助營造承攬，是東環段首標決標、開工區段標，工程範圍長度約為3,157公尺，施工區域主要在動物園前新光路二段道路之潛盾工作井及拇指山之通風豎井[76]。

## 工程進度
行政院公共工程委員會更新至2025年2月底（以下代碼均為車站工程代碼）
| 工程標 | 工程範圍                                                                             | 完成進度                  | 預計完工日期 |
| ------ | ------------------------------------------------------------------------------------ | ------------------------- | ------------ |
| CF680A | 環狀線北環段Y19（不含）～Y20（含)土建及水電環控區段標工程                            | 2.32%                     | 2032/04/05   |
| CF680B | 環狀線北環段Y20（不含）～Y23（含）土建及水電環控區段標工程                           | 6.46%                     | 2031/07/10   |
| CF680C | 環狀線北機廠                                                                         | 26.68%                    | 2029/07/03   |
| CF690A | 環狀線北環段Y25站（含）～Y27站（含）土建及水電環控區段標工程                         | 0.00%                     | 2034/08/31   |
| CF690B | 環狀線北環段Y27站（不含）～Y29站（含）土建及水電環控區段標工程                       |                           |              |
| CF690C | 環狀線北環段Y23站（不含）～Y25站（不含）土建及水電環控區段標工程                     | 5.99%                     | 2032/09/17   |
| CF670  | 環狀線南環段Y02A（含）～Y06（不含）土建及水電環控區段標工程                          | 0.00%                     |              |
| CF670A | 環狀線南環段Y01（含）～Y02A（不含）土建及水電環控區段標工程                          | 4.56%                     | 2032/04/10   |
| CF710  | 環狀線東環段Y29站尾軌（不含）~Y33站（不含）土建及水電環控區段標工程                  |                           |              |
| CF720  | 環狀線東環段Y33站(含)~Y35站(不含)土木建築及水電環控區段標工程                        |                           |              |
| CF740  | 環狀線東環段Y35站和東機廠土木建築及水電環控區段標工程                                |                           |              |
| CF750  | 環狀線東環段Y35站(不含)~Y37站(含)土木建築及水電環控區段標工程                        |                           |              |
| CF760  | 環狀線東環段Y37站(不含)~Y39站(含)土木建築及Y37站(不含)~Y01站(不含)水電環控區段標工程 | 已完成評選， 預計11月開工 |              |
| CF763  | 環狀線東環段Y39站(不含)~Y01站(不含)施工標工程                                        | 0.05%                     | 2033/06/22   |

## 電聯車

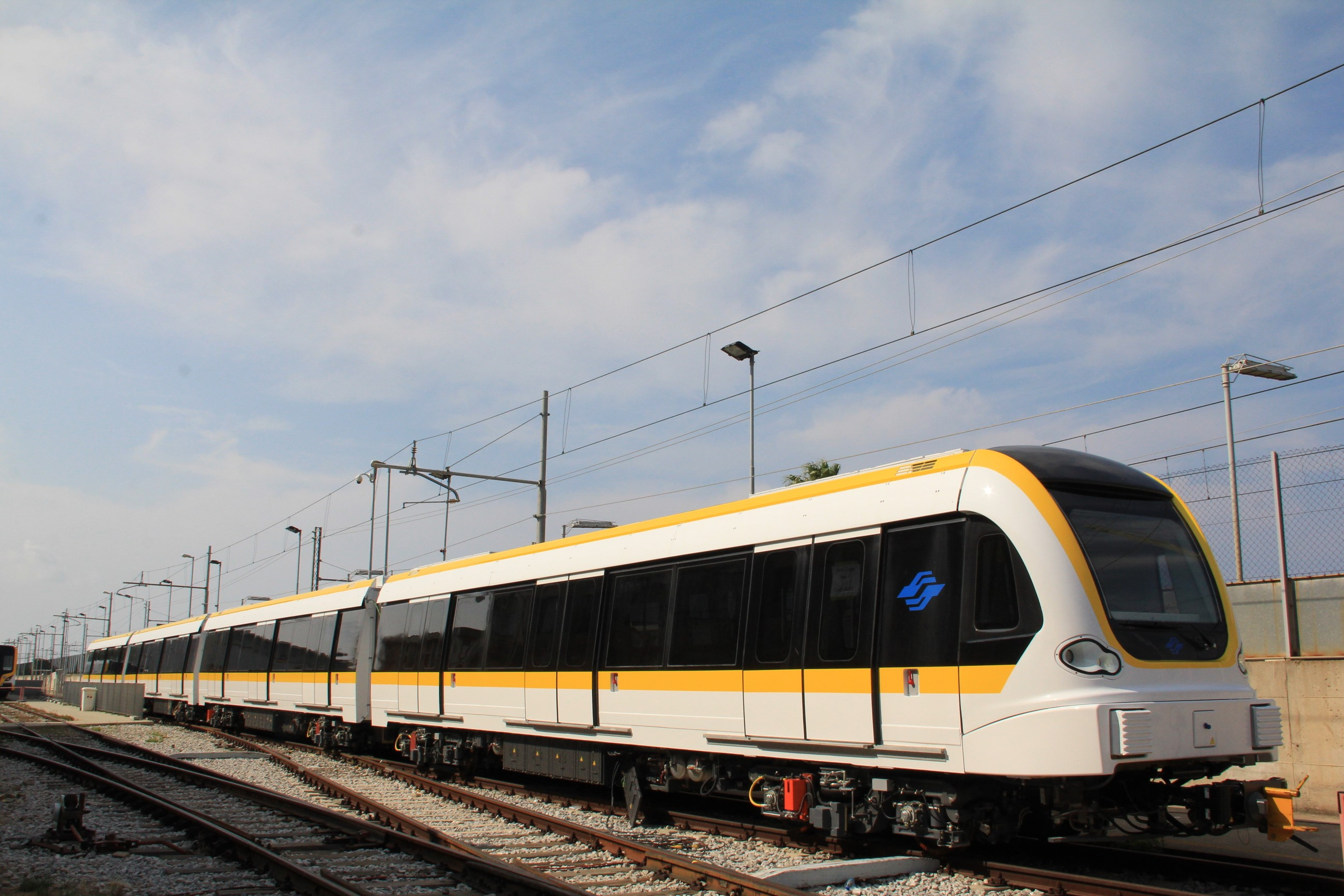
臺北捷運環狀線列車外觀

台北捷運環狀線電聯車是一款屬於臺北捷運的中運量動力分散式電聯車，由日立軌道義大利與台灣車輛承造，生產17列列車，是台灣繼台鐵EMU300型電聯車之後再度購入由義大利製造的列車。
環狀線第二階段機電系統工程招標作業在2021年9月30日決標，由法國商阿爾斯通承造，將生產29列車。
環狀線列車全部通車後，會有71列列車。

## 營運時間與班距
- 營運時間：06:00～24:00
- 平均班距：
  - 平常日（週一至週五）
    - 尖峰時段（07:00～09:00，17:00～19:00）：約5～7分鐘。
    - 離峰時段（06:00～07:00，09:00～17:00，19:00～23:00）：約8～10分鐘。
    - 23:00以後：約12～15分鐘。

  - 例假日（週六、週日及國定假日）
    - 全日時段（23:00以前）：約10分鐘。
    - 23:00以後：約12～15分鐘。[79]

## 營運模式
目前營運模式：
- 「新北產業園區-大坪林」：第一階段通車後至南北環段通車前營運模式。

廢止營運模式：
- 「新北產業園區→板橋」、「板橋→新北產業園區」直達車：受2024年4月3日花蓮地震影響，板橋-中和段停駛期間營運模式之一，2024年4月26日起行駛[80]，僅尖峰開行。同年6月3日起廢除[81]。
- 「新北產業園區-板橋」、「中和-大坪林」：受2024年4月3日花蓮地震影響，板橋-中和段停駛期間營運模式。同年12月12日12時起終止此營運模式，恢復全線通車[39]。

未來營運模式：
- 「劍南路-動物園」：南北環通車後延伸原「新北產業園區-大坪林」的營運模式。
- 「動物園-板橋-劍南路-動物園」：東環段通車後營運模式，採環形行駛。

## 車站
| 路線                 | 路線   | 編號 | 工程代號 | 名稱                | 名稱 | 站體型式 | 所在地 | 所在地     | 交會路線                           |
| 路線                 | 路線   | 編號 | 工程代號 | 中文                | 英文 | 站體型式 | 所在地 | 所在地     | 交會路線                           |
| -------------------- | ------ | ---- | -------- | ------------------- | ---- | -------- | ------ | ---------- | ---------------------------------- |
| Y 黃線               |        |      |          |                     |      |          |        |            |                                    |
| ↓接續Y42環狀行駛↑    |        |      |          |                     |      |          |        |            |                                    |
| 南環段               |        | Y01  | Y1       | 動物園              |      | 地下     | 臺北市 | 文山區     | 文湖線 · 深坑輕軌 · 貓空纜車       |
| 南環段               |        | Y02  | Y1A      | 未                  | 未   | 地下     | 臺北市 | 文山區     | 不適用                             |
| 南環段               |        | Y03  | Y2A      | 未                  | 未   | 地下     | 臺北市 | 文山區     | 不適用                             |
| 南環段               |        | Y04  | Y3       | 未                  | 未   | 地下     | 臺北市 | 文山區     | 不適用                             |
| 南環段               |        | Y05  | Y4       | 未                  | 未   | 地下     | 臺北市 | 文山區     | 不適用                             |
| 南環段               |        | Y06  | Y5       | 未                  | 未   | 地下     | 新北市 | 新店區     | 不適用                             |
| 西環段               |        | Y07  | Y6       | 大坪林              |      | 地下     | 新北市 | 新店區     | 松山新店線                         |
| 西環段               |        | Y08  | Y7       | 十四張 （莊敬高職） |      | 高架     | 新北市 | 新店區     | 安坑輕軌                           |
| 西環段               |        | Y09  | Y8       | 秀朗橋              |      | 高架     | 新北市 | 中和區     | 不適用                             |
| 西環段               |        | Y10  | Y9       | 景平                |      | 高架     | 新北市 | 中和區     | 不適用                             |
| 西環段               |        | Y11  | Y10      | 景安                |      | 高架     | 新北市 | 中和區     | 中和新蘆線                         |
| 西環段               |        | Y12  | Y11      | 中和                |      | 高架     | 新北市 | 中和區     | 萬大樹林線                         |
| 西環段               |        | Y13  | Y12      | 橋和                |      | 高架     | 新北市 | 中和區     | 不適用                             |
| 西環段               |        | Y14  | Y13      | 中原                |      | 高架     | 新北市 | 中和區     | 不適用                             |
| 西環段               |        | Y15  | Y14      | 板新                |      | 高架     | 新北市 | 板橋區     | 不適用                             |
| 西環段               |        | Y16  | Y15      | 板橋                |      | 高架     | 新北市 | 板橋區     | 臺灣高速鐵路 · 縱貫線北段 · 板南線 |
| 西環段               |        | Y17  | Y16      | 新埔民生            |      | 高架     | 新北市 | 板橋區     | 板南線：新埔                       |
| 西環段               |        | Y18  | Y17      | 頭前 （臺北醫院）   |      | 高架     | 新北市 | 新莊區     | 中和新蘆線                         |
| 西環段               |        | Y19  | Y18      | 幸福                |      | 高架     | 新北市 | 新莊區     | 不適用                             |
| 西環段               |        | Y20  | Y19      | 新北產業園區        |      | 高架     | 新北市 | 新莊區     | 機場線                             |
| 北環段               |        | Y21  | Y19A     | 未                  | 未   | 地下     | 新北市 | 五股區     | 不適用                             |
| 北環段               |        | Y22  | Y19B     | 未                  | 未   | 地下     | 新北市 | 五股區     | 不適用                             |
| 北環段               |        | Y23  | Y20      | 未                  | 未   | 地下     | 新北市 | 蘆洲區     | 不適用                             |
| 北環段               |        | Y24  | Y21      | 徐匯中學            |      | 地下     | 新北市 | 蘆洲區     | 中和新蘆線                         |
| 北環段               |        | Y25  | Y22      | 未                  | 未   | 地下     | 新北市 | 蘆洲區     | 五股泰山輕軌                       |
| 北環段               |        | Y26  | Y23      | 未                  | 未   | 地下     | 新北市 | 三重區     | 不適用                             |
| 北環段               |        | Y27  | Y24      | 未                  | 未   | 地下     | 臺北市 | 士林區     | 不適用                             |
| 北環段               |        | Y28  | Y25      | 未                  | 未   | 地下     | 臺北市 | 士林區     | 不適用                             |
| 北環段               |        | Y29  | Y26      | 士林                |      | 地下     | 臺北市 | 士林區     | 淡水信義線                         |
| 北環段               |        | Y30  | Y27      | 未                  | 未   | 地下     | 臺北市 | 士林區     | 不適用                             |
| 北環段               |        | Y31  | Y28      | 未                  | 未   | 地下     | 臺北市 | 士林區     | 不適用                             |
| 北環段               |        | Y32  | Y29      | 劍南路 （美麗華）   |      | 地下     | 臺北市 | 中山區     | 文湖線                             |
| 東環段               |        | Y33  | Y30      | 未                  | 未   | 地下     | 臺北市 | 中山區     | 不適用                             |
| 東環段               |        | Y34  | Y31      | 未                  | 未   | 地下     | 臺北市 | 內湖區     | 不適用                             |
| 東環段               |        | Y35  | Y32      | 未                  | 未   | 地下     | 臺北市 | 內湖區     | 不適用                             |
| 東環段               |        | Y36  | Y33      | 未                  | 未   | 地下     | 臺北市 | 內湖區     | 不適用                             |
| 東環段               |        | Y37  | Y34      | 未                  | 未   | 地下     | 臺北市 | 內湖區     | 不適用                             |
| 東環段               |        | Y38  | Y35      | 未                  | 未   | 地下     | 臺北市 | 內湖區     | 民生汐止線                         |
| 東環段               |        | Y39  | Y36      | 松山                |      | 地下     | 臺北市 | 松山區     | 縱貫線北段 · 松山新店線            |
| 東環段               | 信義區 | Y39  | Y36      | 松山                |      | 地下     | 臺北市 |            | 縱貫線北段 · 松山新店線            |
| 東環段               |        | Y40  | Y37      | 永春                |      | 地下     | 臺北市 | 板南線     |                                    |
| 東環段               |        | Y41  | Y38      | 象山                |      | 地下     | 臺北市 | 淡水信義線 |                                    |
| 東環段               |        | Y42  | Y39      | 未                  | 未   | 地下     | 臺北市 | 不適用     |                                    |
| ↓接續動物園環狀行駛↑ |        |      |          |                     |      |          |        |            |                                    |

### 月台配置
全線車站皆設全高式月台門。（以下代碼均為車站編號）
- 島式月台：動物園－大坪林、Y21、Y22、Y25、Y26、Y28－Y31、Y33、Y37－象山
- 側式月台：十四張－景安、板新－新北產業園區、徐匯中學
- 側式疊式月台：中和－中原、Y23、Y27、劍南路、Y34－Y36、Y42

## 經營權歸屬
環狀線第一階段全線皆位於新北市境內，興建費用除中央政府補助經費外皆由新北市政府支出，第一階段列車之所有權人雖為台北市政府，然場站、軌道設施之所有權人為新北市政府。惟地方主管機關得選擇營運機構，新北市政府係第一階段之地方主管機關，臺北市政府則為第一階段之「建設地方主管機關」及環狀線南北環段與全線之地方主管機關。針對分段及全線地方主管機關不同一之情事，台北市政府曾提出以萬大線及民生汐止線之經營權，向新北市政府交換環狀線西環段之經營權，隨後遭到新北市方面婉拒。另外，交通部也曾提出由「在南北環完工前，由新北市府享有經營權」之建議。
根據新北市政府與台北市政府簽訂之行政契約，環狀線正式通車營運後交由臺北捷運公司營運三年。目前採交通部提出之方案，於2023年1月31日至南北環完工前一年，由具環狀線第一階段經營權之新北市政府決定、由新北捷運公司營運，惟拆帳方式暫沿用舊有之票收計價方式，轉乘車站動線及票價亦維持相同。
2023年1月30日，環狀線第一階段通車經營權交接，席間提起東環段進度，台北市副市長李四川說明，交通部要求台北市政府說明未來東環段由誰經營，因此尚未核定綜合規畫案。李四川強調，「東環段卡的部分都已經解決了」，台北市2022年時已經與交通部開會取得共識，完工前1年再決定由誰經營，若台北、新北兩市談不下來就由交通部指定。

## 公共藝術

### 第一階段

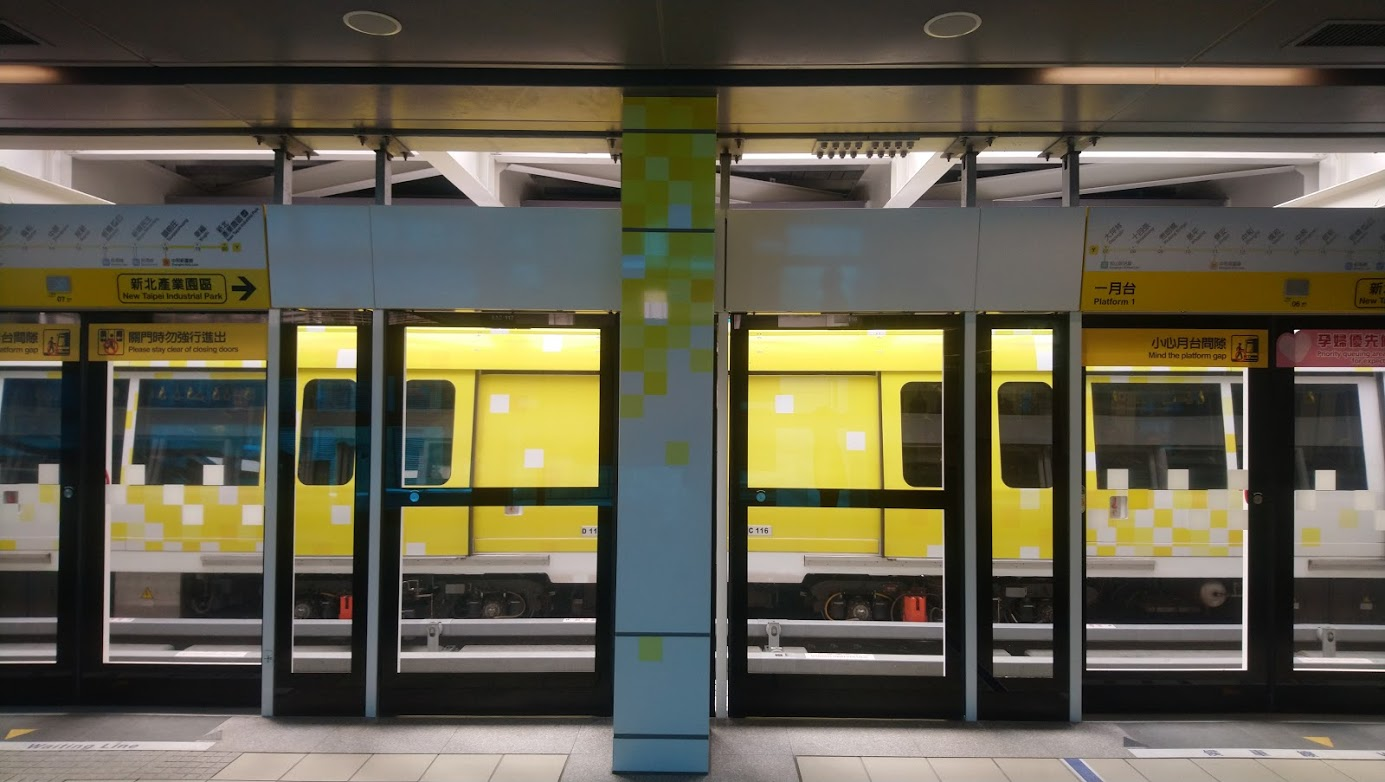
環狀線公共藝術「粼光」-月台門與電聯車外觀之設計

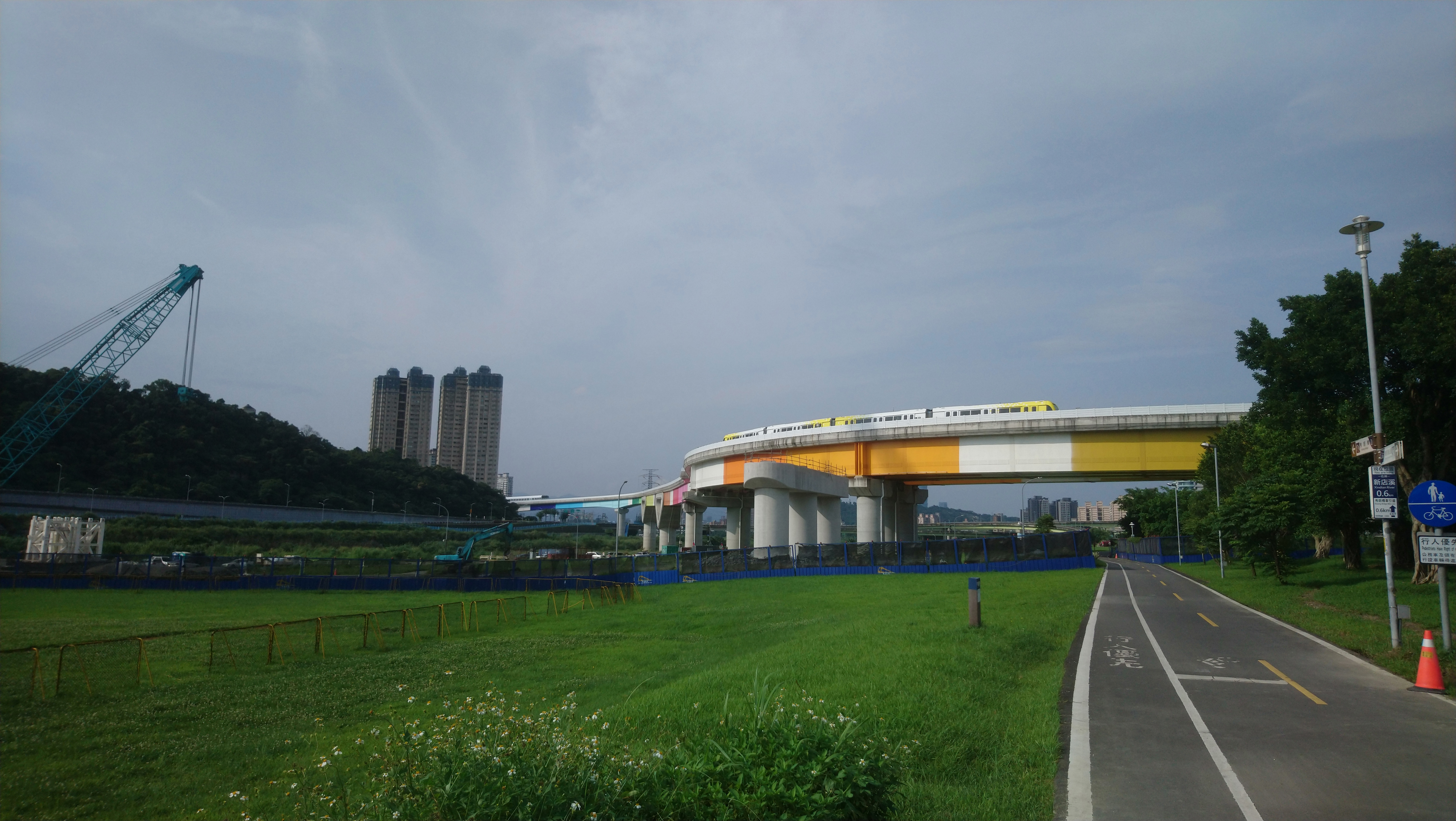
粼光之幸福彩虹軌道 - 2019/5/19攝於新店溪左岸自行車道

環狀線西環段全線公共藝術主題「粼光」，由艾曼紐·莫侯設計。創作範圍包括全線15.4公里之高架鋼柱（約212根）、排水管、鋼樑（約8公里）、隔音牆（約10公里）、月台門（板橋站除外）、3站之立面及4站之室內垂直動線立面、5列電聯車之外觀及17列電聯車之內裝之色彩計畫。

### 紀念章
新北捷運公司版本
- 大坪林站：劉氏文記堂。
- 十四張站：安坑輕軌安心橋。
- 秀朗橋站：秀朗橋。
- 景平站：該站站體。
- 景安站：圓通禪寺、大象及石獅子。
- 中和站：恐龍園區。
- 橋和站：遠雄左岸橋、員山公園。
- 中原站：該站站體。
- 板新站：板橋故事屋。
- 板橋站：板橋車站建築。
- 新埔民生站：新北市藝文中心。
- 頭前庄站：新月橋。
- 幸福站：中港大排。
- 新北產業園區站：該站站體。

### 熊站長
熊站長與小副雞是環狀線的吉祥物，由繪師熊秋葵設計，總共有12個公仔出現在部分環狀線車站。

## 施工影響
位於環狀線南機廠的劉氏宗祠、利記公厝、悠記古厝、厚記古厝、陳氏古厝等歷史建築面臨拆除處境。經過陳情，決定先「移走」認定之歷史建築，等捷運工程完工後於當地建立歷史公園，並將歷史建築遷回。

## 外部連結
- 新北大眾捷運股份有限公司 （页面存档备份，存于）（繁體中文）